# 周詩 (嘉靖進士)
周詩（1527年—？），字汝學，號與麓，浙江杭州府錢塘縣人，明朝政治人物。

## 生平
嘉靖二十八年（1549年）己酉科浙江鄉試第一名。嘉靖三十五年（1556年），登進士第三甲第一百一十六名。都察院观政，授直隶南陵县知县，岁潦，力请免逋负，数千民忘其灾。邑自繁昌私以马寄养，遂至责种马七百余匹。府议量减杂派，日久复重征。诗具言疲邑独累状，乞申前议。代邑民刘瓒等草疏清豁种马，言甚详切，牧害少息。核奸民欺隐田千余亩，赋税以均。寻艰去。除服，嘉靖四十一年（1562年）年起補直隸任丘縣知縣。四十三年七月，擢吏科给事中。四十四年七月，升为礼科右给事中。隆慶二年十月，復除禮科給事中周詩、刑科右給事中舒化、戶科給事中夏時原職，詩本科、化兵科、時禮科。三年十二月，升礼科左给事中周诗为都给事中，又升太常寺少卿。五年二月，为南京通政使司右通政。六年八月，南京都察院右僉都御史張鹵、通政使司右通政周詩、國子監祭酒林士章、鴻臚寺卿孫鑨、太常寺少卿汪宗伊各自陳乞罷，不允。

## 家族
曾祖周琪；祖父周震；父周文冕。母陳氏。兄河、漢、弟易、禮。